# Montadin
Montadin (en francès Montady) és un municipi occità del Llenguadoc, del departament de l'Erau a la regió Occitània.